# 紀元前471年
紀元前471年（きげんぜん471ねん）は、ローマ暦の年である。
当時は、「サビヌスとバルバトゥスが共和政ローマ執政官に就任した年」として知られていた（もしくは、それほど使われてはいないが、ローマ建国紀元283年）。紀年法として西暦（キリスト紀元）がヨーロッパで広く普及した中世時代初期以降、この年は紀元前471年と表記されるのが一般的となった。

## 他の紀年法
- 干支 : 庚午
- 日本
  - 皇紀190年
  - 孝昭天皇5年
- 中国
  - 周 - 元王6年
  - 秦 - 厲共公6年
  - 晋 - 出公4年
  - 楚 - 恵王18年
  - 斉 - 平公10年
  - 燕 - 孝公27年
  - 趙 - 襄子5年
- 朝鮮
  - 檀紀1863年
- ベトナム :
- 仏滅紀元 : 74年
- ユダヤ暦 : 3290年 - 3291年

## できごと

### ギリシア
- アテナイの政治家テミストクレスは、自身の横柄さと賄賂の疑惑により、市民の信頼を失った。その結果、彼は陶片追放され、アルゴスに隠居した。
- マグナ・グラエキアにピクスンテ植民地が建設された。

### 中国
- 魯の哀公が越を訪問した。